# Albert Rocas
Albert Rocas Comas (Palafrugell, 16 giugno 1982) è un ex pallamanista spagnolo.

## Palmarès
- Giochi olimpici

Pechino 2008: bronzo.
- Mondiali

Tunisia 2005: oro.
Svezia 2011: bronzo.
Spagna 2013: oro.
- Europei

Danimarca 2014: bronzo.
- Giochi del Mediterraneo

Almería 2005: oro.